# Pfarrkirche Patzmannsdorf

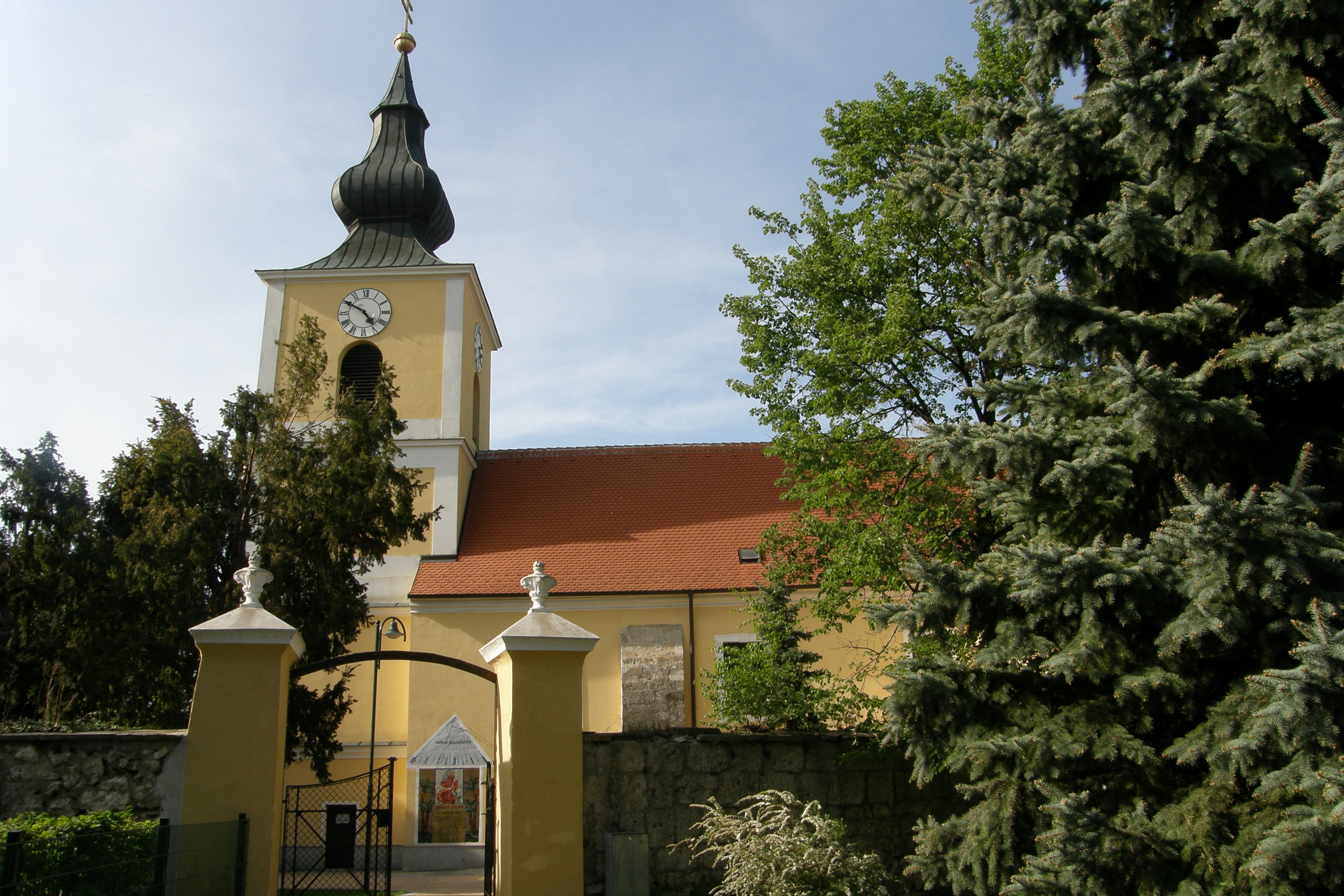
Katholische Pfarrkirche hl. Martin in Patzmannsdorf

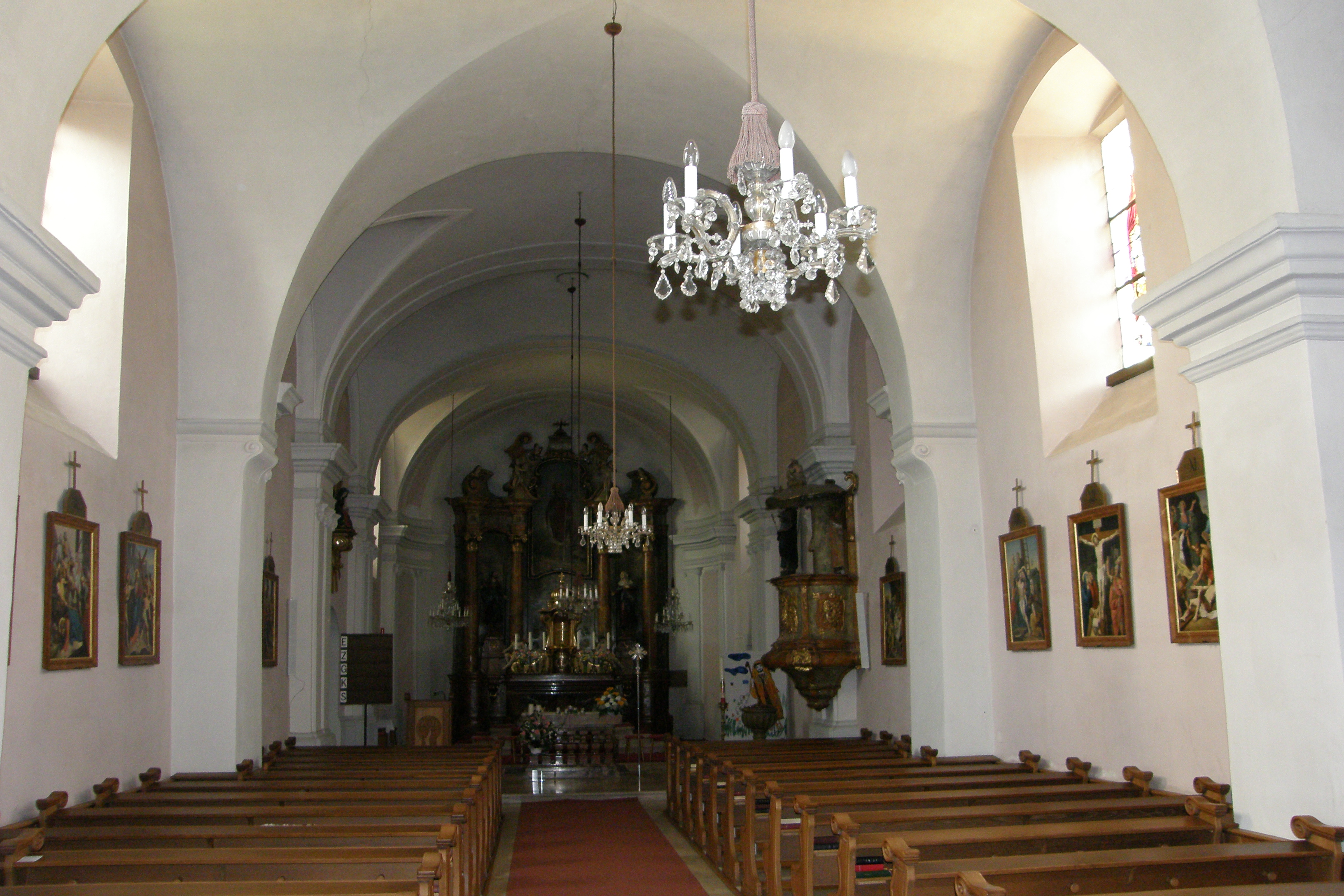
Langhaus, Blick zum Chor

Die römisch-katholische Pfarrkirche Patzmannsdorf steht am südöstlichen Ortsausgang von Patzmannsdorf in der Marktgemeinde Stronsdorf im Bezirk Mistelbach in Niederösterreich. Die dem Patrozinium des hl. Martin von Tours unterstellte Pfarrkirche gehört zum Dekanat Laa-Gaubitsch im Vikariat Unter dem Manhartsberg der Erzdiözese Wien. Die Kirche steht unter Denkmalschutz (Listeneintrag).

## Geschichte
Eine Pfarre wurde urkundlich vor 1267 genannt.
Der mittelalterliche Kirchenbau wurde im 17. Jahrhundert und von 1750 bis 1783 umgebaut. Der Turm aus 1700/1720 wurde nach einem Einsturz 1938 neu errichtet. Nach Kriegsschäden 1945 wurde die Kirche teils verändert und erweitert. Eine Außenrestaurierung wurde 1987 abgeschlossen.

## Architektur
Die Wehrkirche ist von einem ehemaligen Friedhof mit einer mittelalterlichen Wehrmauer, teils mit Quadermauerwerk, umgeben. Der ehemalige Wassergraben vor der Wehrmauer wurde ab der zweiten Hälfte des 18. Jahrhunderts bis in den Anfang des 20. Jahrhunderts zugeschüttet.
Das Kirchenäußere zeigt einen schlichten Kirchenbau mit einem Langhaus und einem gleich breiten Chor mit einem korbbogigen Schluss mit faschengerahmten Fenstern. Der vorgestellte viergeschoßige Westturm trägt einen Zwiebelhelm. Südlich des Chores steht ein barocker Sakristeianbau aus der zweiten Hälfte des 18. Jahrhunderts, westlich der Sakristei steht ein Zubau mit einem runden Treppenturm mit einem Zwiebelhelm nach 1945. Nördlich am Chor steht eine Seitenkapelle mit einem runden Schluss und mit einem runden Treppenturm in der Nordwestecke.
Außen an der Kirche gibt es ein spätbarockes weiß gefasstes Kruzifix aus 1767.
Das Kircheninnere zeigt ein dreijochiges Langhaus unter einem Kreuzgratgewölbe aus 1689 auf eingestellten Wandpfeilern mit Kämpferkapitellen. Die Westempore entstand nach 1945. Der leicht überhöhte dreijochige Chor hat im Mitteljoch ein Platzlgewölbe und im 1. und 3. Joch eine Stichkappentonne auf Wandpfeilern mit vorgeblendeten Doppelpilastern. Die Sakristei ist platzlgewölbt.
Die figurale Glasmalerei entstand nach 1945.

## Einrichtung
Der Hochaltar um die Mitte des 18. Jahrhunderts als Doppelsäulenretabel mit einem Volutenauszug zeigt das Altarbild hl. Martin überblendet von einer Strahlenglorie und der spätgotischen Figurengruppe Pietà in einer barocken Fassung 1950 restauriert, der Hochaltar trägt die Figuren der Heiligen Joachim und Anna. Der Volksaltar entstand aus Teilen des barocken Speisgitters.
Die Kanzel aus der Mitte des 18. Jahrhunderts zeigt Rocailledekor und Reliefs zur Bergpredigt. Die Kreuzwegbilder schuf der Maler Georg Schmal 1838.
Die Orgel mit 16 Registern baute Ferdinand Molzer der Jüngere 1948/geweiht 1951 und ersetzte eine Orgel von Josef Silberbauer aus 1797. Eine Glocke nennt Christian Berger 1636.

## Grabdenkmäler
- Grabsteine zu Simon Peter Kellermann 1753 und Josef Promper gestorben 1822 und gestiftet 1862.
- Ein Grundstein 1150 ist im Chor vermauert.